# Le 13e
Pour plus de détails, voir Fiche technique et Distribution.

Le 13e est un documentaire américain réalisé en 2016 par Ava DuVernay. Le film explore les « liens entre la race, la justice et l'incarcération de masse aux États-Unis ». Le titre fait référence au treizième amendement à la Constitution des États-Unis qui a libéré les esclaves et interdit l'esclavage (à moins qu'ils ne soient emprisonnés à cause d'un crime). 
Le 13e a reçu un accueil positif de la critique et a été nommé pour un Oscar du meilleur film documentaire lors de la 89e cérémonie des Oscars.

## Synopsis
Le documentaire s'ouvre avec des statistiques récentes : les États-Unis représentent 5 % de la population mondiale mais 25 % des personnes incarcérées dans le monde. La réalisatrice démontre que l'esclavage s'est perpétué depuis son abolition à travers des actions telles que la criminalisation de certains comportements. Des affranchis étaient par exemple accusés de vagabondage et forcés à travailler pour l'État ou loués à des propriétaires terriens. D'autres raisons ont conduit à la fin du 20e siècle à l'incarcération de masse des gens de couleur aux États-Unis comme la privatisation du droit de vote pour les afro-américains et la guerre à la drogue menée par les républicains. La réalisatrice examine aussi les centres pénitentiaires devenus de véritables complexes industriels et pointe du doigt les bénéfices réalisés par certaines entreprises à la suite de ces incarcérations.

## Fiche technique
- Réalisation : Ava DuVernay
- Scénario : Ava DuVernay et Spencer Averick (en)
- Musique : Jason Moran
- Photographie : Hans Charles et Kira Kelly
- Montage : Spencer Averick
- Production : Howard Barish, Ava DuVernay et Spencer Averick
- Société de distribution : Netflix
- Pays d'origine :  États-Unis
- Langue originale : anglais
- Format : couleurs - 1,78:1
- Dates de sortie :
  - États-Unis : 30 septembre 2016 (festival de New York)
  - Royaume-Uni : 6 octobre 2016 (festival de Londres)
  - Monde : 7 octobre 2016 (Netflix)

## Intervenants
Par ordre alphabétique des patronymes
- Michelle Alexander (en)
- Cory Booker
- Angela Davis
- Henry Louis Gates
- Newt Gingrich
- Bryan Stevenson
- Van Jones

## Production
Le film a été écrit par Ava DuVernay, qui a écrit et réalisé le film Selma (2015), et Spencer Averick. Averick a également monté ce film. Produit et filmé dans le plus grand secret, Le 13e n'a été présenté qu'après avoir été annoncé comme le film d'ouverture du New York Film Festival en 2016, c'est le premier documentaire à avoir ouvert ce festival.

## Sortie
Le film est sorti le 7 octobre 2016 sur Netflix.

### Accueil critique
Manohla Dargis du New York Times a noté la puissance du film de Ava DuVernay et son minutieux assemblage de faits. Elle dit en résumant le film : « Les États-Unis n'ont pas seulement incriminé un groupe de personnes noires. Ils ont criminalisé l'ensemble de la population noire, un processus qui, en plus de détruire un nombre incalculable de vies, a transféré la culpabilité de l'esclavage de ceux qui y ont participé à ceux qui en ont souffert à travers elle »[réf. nécessaire].